# Xã Harrison, Quận Scioto, Ohio
Xã Harrison (tiếng Anh: Harrison Township) là một xã thuộc quận Scioto, tiểu bang Ohio, Hoa Kỳ. Năm 2010, dân số của xã này là 4.548 người.